# Walter Bach (Schauspieler)
Walter Bach (* 17. Juli 1900 in Eger, Österreich-Ungarn (heute: Cheb, Tschechien) als Walter Bloch; † 10. Juni 1980 in Wien) war ein österreichischer Schauspieler und Hörspielsprecher.

## Leben und Karriere
Walter Bach wurde geboren in der böhmischen Stadt Eger als Walter Bloch. Wann seine Karriere als Schauspieler begann, ist nicht bekannt. Die erste größere Filmrolle hatte er 1931 in der deutschen Filmkomödie Ein Auto und kein Geld, wo er unter anderem an der Seite von Paul Kemp spielte. Bach scheint auch am Theater gewirkt zu haben. So wird er für das Jahr 1936 in seiner böhmischen Heimat als Direktor des Theaters Franzensbad erwähnt. Bis oder vor 1938 scheint er auch an Inszenierungen der „Demokratischen Gruppe“ am Deutschen Theater in Brünn beteiligt gewesen zu sein.
Bach emigrierte nach Palästina, die genauen Daten hierzu sind nicht bekannt, doch hat das Deutsche Exilarchiv als Teil des Nachlasses von Günter Peter Straschek Unterlagen über diese Zeit. Im Jahr 1951 spielte er mit in dem israelischen Kurzfilm Ir Ha’Ohelim (Zeltstadt). In den 1950er Jahren kehrte er zurück nach Österreich und war ab 1959 als Darsteller in zahlreichen Fernsehfilmen und Fernsehserien zu sehen.

## Filmografie (Auswahl)
- 1931: Ein Auto und kein Geld
- 1959: Kasimir und Karoline
- 1959: Land, das meine Sprache spricht
- 1961: Jack Mortimer
- 1962: Marke Lohengrin
- 1962: Einen Jux will er sich machen
- 1963: Orden für die Wunderkinder
- 1964: Der trojanische Krieg findet nicht statt
- 1964: Professor Bernhardi
- 1964–66: Der Nachtkurier meldet ...
- 1967: Frank V. – Die Oper einer Privatbank
- 1968: Professor Columbus
- 1968: Tragödie auf der Jagd
- 1970–71: Recht oder Unrecht

## Hörspiele (Auswahl)
Livesendungen ohne Aufzeichnung (Sendespiele (Hörspielbearbeitungen)):
- 1927: Fritz Grünbaum, Wilhelm Sterk: Dorine und der Zufall. Lustspiel mit Musik in drei Akten (Paul) – Regie: Kurt Lesing (ORAG)
- 1927: Raoul Auernheimer: Die Lügenbrücke. Schwank in einem Aufzug (Dr. Mahr) – Regie: Kurt Lesing (ORAG)
- 1927: Kurt Robitschek: Der keusche Josef. Schwank in einem Aufzug (Prof. Eduard Poligan) – Regie: Hermann Pfeiffer (ORAG)
- 1927: Ludwig Fulda: Feuerversicherung. Lustspiel in einem Aufzug (Fritz Schröder) – Regie: Walther Ottendorff (ORAG)
- 1927: August Strindberg: Königin Christine. Drama in vier Akten (Klaus Tott) – Regie: Hans Bodenstedt (NORAD)
- 1927: Hermann Sudermann: Das Glück im Winkel. Schauspiel in drei Akten (Dangel, zweiter Lehrer) – Regie: Hermann Beyer (NORAG)

Nachkriegsproduktion:
- 1958: Paul Morgan: Axel an der Himmelstür (Stuart Williams) – Bearbeitung und Regie: Julius Filip (Hörspielbearbeitung – ORF Wien)

Quellen: ARD-Hörspieldatenbank und Ö1-Hörspieldatenbank